# BLACK SHIP
BLACK SHIP株式會社（日語：BLACK SHIP株式会社）是一家位於日本東京都涉谷區代代木的聲優經紀公司。2018年4月1日設立。

## 概要
2018年3月31日，由AXL ONE的立花慎之介與福山潤從中獨立，同年4月設立。
BLACK SHIP這個公司名稱來自黑船。意思是「以不受刻板印象束縛的多面思維，用自己的雙手建立新舊融合所帶來的創新」、「目標是讓我們成為一間可以成為包括客戶在內的橋樑，披上時代先驅角色的新風」。

## 企業理念
一、對人的重視與照顧。
二、對每一個未來都有希望。
三、繼續做適合時代的黑船。

## 所屬聲優
| 名前                   | 生年月日       | 入所日                 |
| ---------------------- | -------------- | ---------------------- |
| 立花慎之介（代表董事） | 1978年4月26日  | 2018年4月1日（創設者） |
| 福山潤（代表董事）     | 1978年11月26日 | 2018年4月1日（創設者） |
| 近藤孝行               | 1978年6月5日   | 2019年4月1日           |
| 菊地美香               | 1983年12月16日 | 2019年7月1日           |

## 所屬聲優Jr.
| 名前     | 入所日       |
| -------- | ------------ |
| 書上春菜 | 2020年8月1日 |
| 小田皓介 | 2021年4月1日 |
| 佐藤正幸 | 2021年4月1日 |
| 藤崎雄大 | 2021年4月1日 |
| 安部光夏 | 2021年4月1日 |
|          | 2021年4月1日 |
| 希水汐   | 2021年4月1日 |
| 倉澤侑依 | 2021年4月1日 |
| 芝梨佳子 | 2021年4月1日 |
| 高橋美咲子 | 2021年4月1日 |
| 中山尚華 | 2021年4月1日 |
| 花心優   | 2021年4月1日 |
| 日南璃湖 | 2021年4月1日 |
| 藤村花音 | 2021年4月1日 |
| 稻瀨葵   | 2021年9月1日 |

## 外部連結
- BLACK SHIP株式會社公式官網 （日語）
- BLACK SHIP 船員BLOG （页面存档备份，存于） （日語）
- blackship_secretbase的Instagram帳戶 （日語）
- BLACK SHIP Purser的X（前Twitter） （日語）
- YouTube上的BLACK SHIP HARBOR頻道 （日語）